# Volary

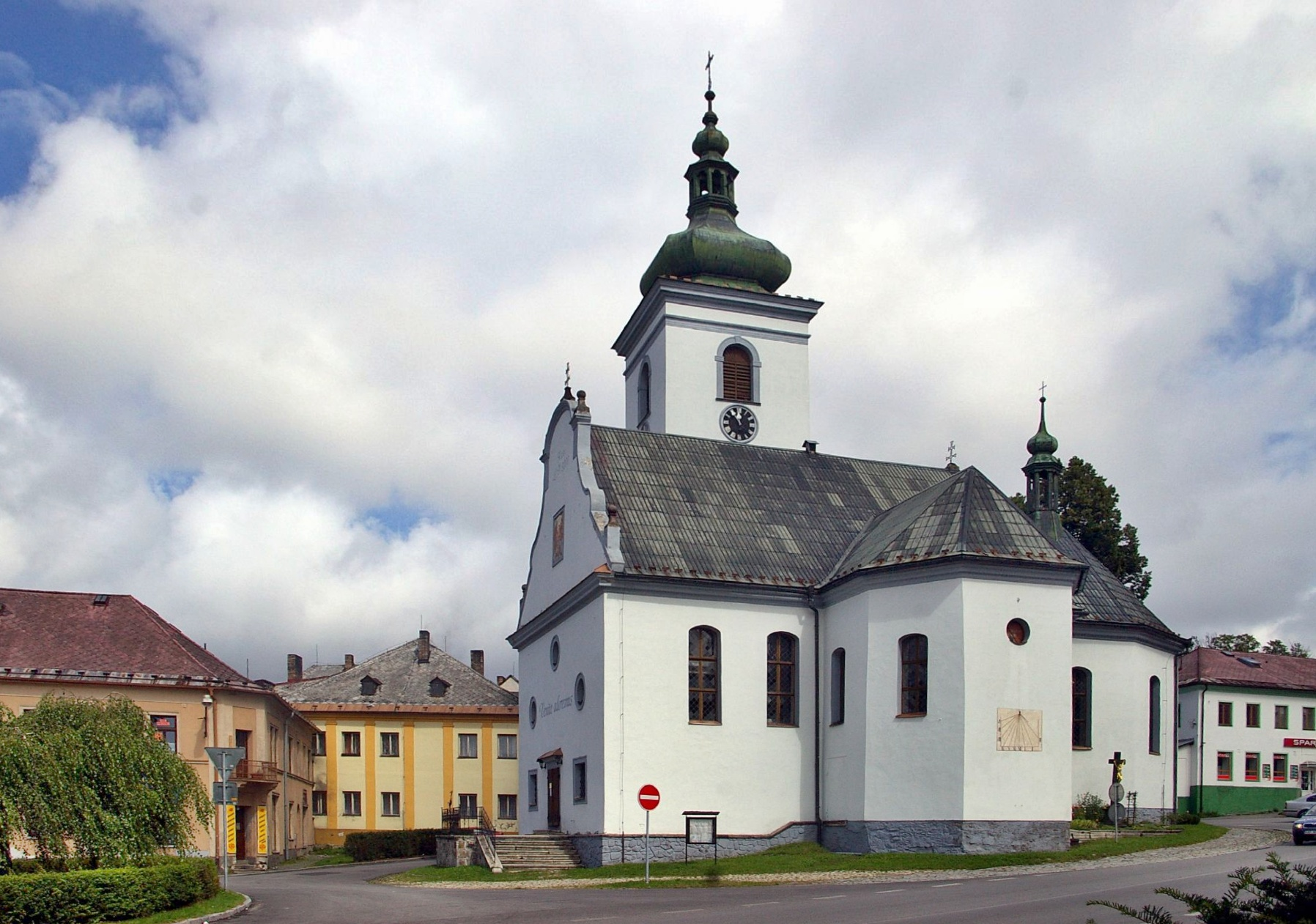
A Szent Katalin-templom

Volary település Csehországban, a Prachaticei járásban. Volary Horní Vltavice, Buk, Záblatí, Zbytiny, Nová Pec, Stožec, Lenora és Boletice településekkel határos. Lakosainak száma 3715 fő (2024. január 1.).

## Népessége
A település lakosságának változását az alábbi diagram mutatja:
| Lakosok száma | 4611 | 5516 | 5557 | 2703 | 3588 | 4068 | 3810 | 3780 | 3712 | 3715 |
|               | 1869 | 1890 | 1921 | 1950 | 1980 | 2001 | 2017 | 2019 | 2022 | 2024 |

## Látnivalói
Templomát 1688-ban Giacomo Antonio Canevalle építette.